# PalaFantozzi
Il PalaFantozzi (noto anche come Infodrive Arena per ragioni di sponsorizzazione) è un impianto sportivo situato a Capo d'Orlando.

## Storia
Si tratta di una tensostruttura realizzata tra l'ottobre 2000 e il febbraio 2001, nell'ottica di sostituire il poco capiente PalaValenti in un periodo in cui la locale formazione di pallacanestro lottava per ottenere una storica promozione in Legadue, poi ottenuta. La sua inaugurazione è avvenuta il 24 febbraio 2001, in occasione del derby di Serie B d'Eccellenza vinto contro la Pallacanestro Trapani. L'impianto è stato fin da subito intitolato al quasi quarantenne playmaker Alessandro Fantozzi nonostante egli fosse stato un giocatore dell'Orlandina ancora in attività.
Al termine del campionato di Legadue 2004-2005, che ha visto la squadra siciliana centrare la prima promozione in Serie A della propria storia, il PalaFantozzi è stato ampliato a circa 3.500 posti e ristrutturato per soddisfare i requisiti dalla nuova categoria. La prima partita della massima serie a disputarsi qui è stata Upea Capo d'Orlando-Montepaschi Siena del 9 ottobre 2005, terminata 69-78 in favore dei toscani.
In totale, la squadra biancoblu ha disputato al PalaFantozzi sette campionati di Serie A: tre fra il 2005 e il 2008, e quattro fra il 2014 e il 2018. In due di queste annate (2007-08 e 2016-17) sul parquet orlandino si sono disputate anche partite dei quarti di finale dei play-off scudetto, persi rispettivamente contro Avellino e Milano.
Nel dicembre 2021 il Comune ha annunciato l'avvio di lavori per oltre 115 000 euro per riparare uno squarcio di notevoli dimensioni che si era venuto progressivamente a creare negli ultimi anni sulla copertura esterna della tensostruttura.